# Wodzidło

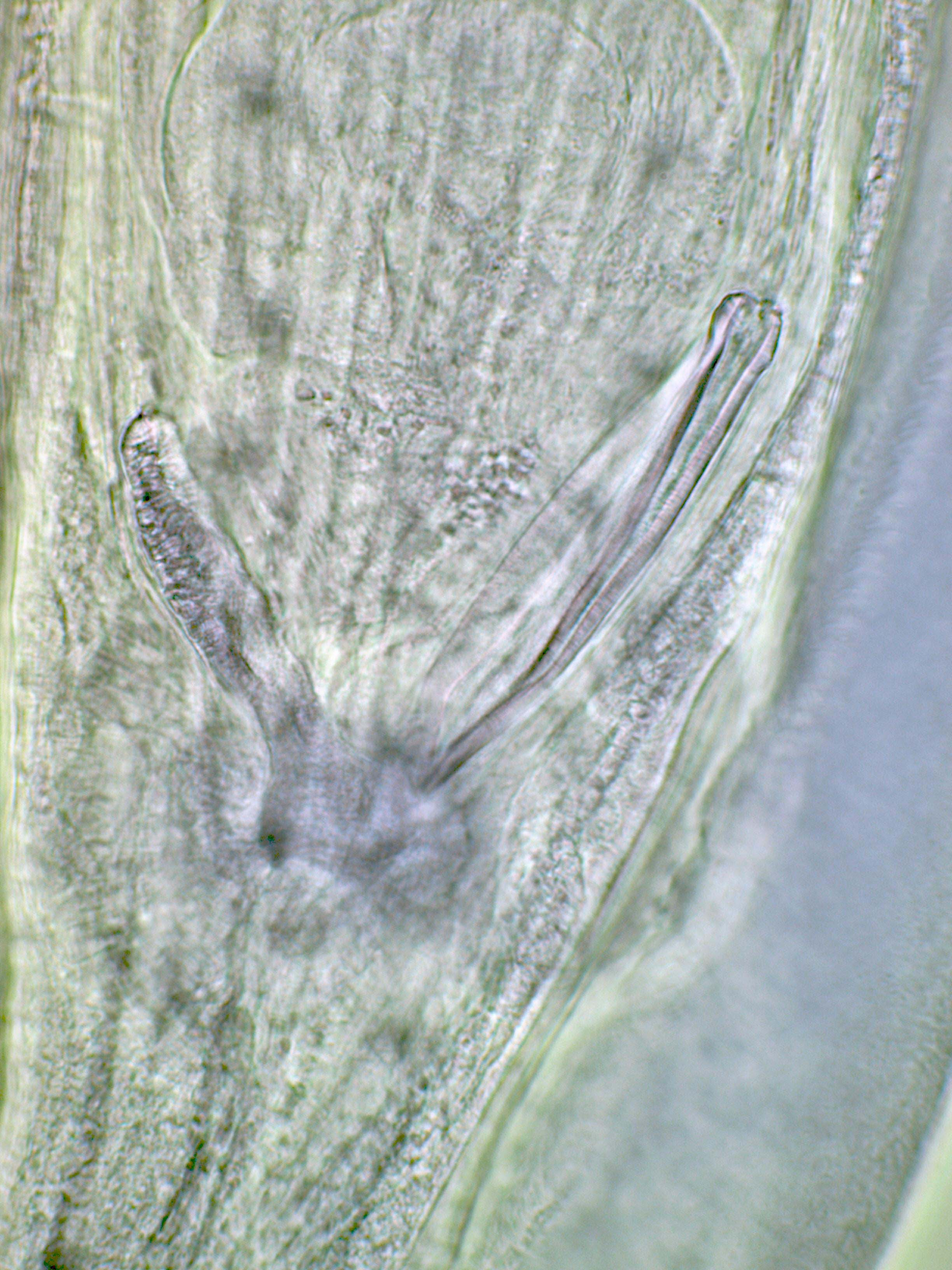
Tylny koniec ciała samca Gongylonema pulchrum. Widoczna jest prawa spikula i wodzidło

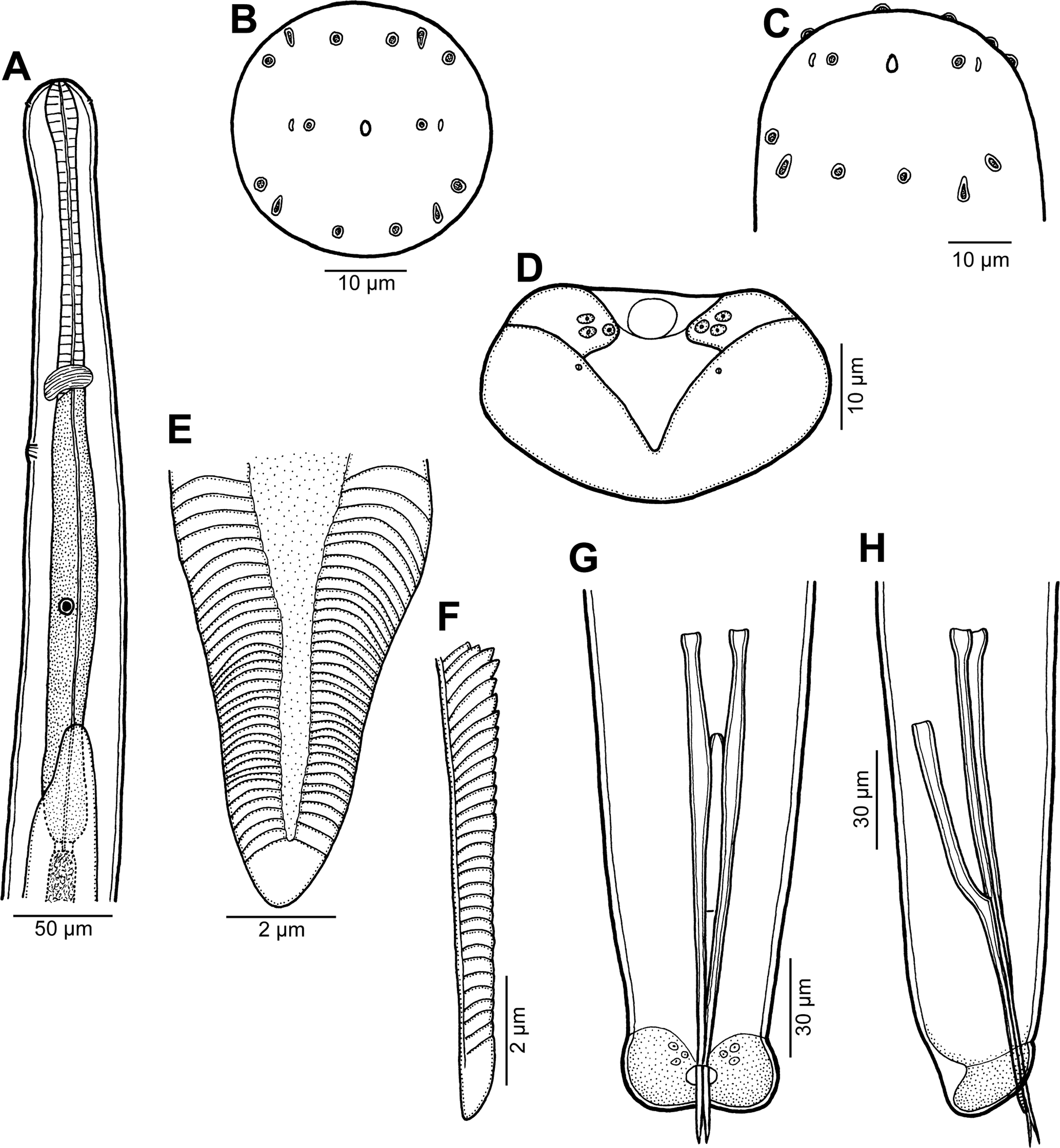
Ryciny nicieni z rodziny Phylometridae. Dystalny koniec wodzidła na ryc. E i F w widoku grzbietowym i bocznym.

Wodzidło, prowadnica, gubernakulum (łac. gubernaculum) – męski narząd rozrodczy niektórych nicieni.
Wodzidło ma postać zesklerotyzowanego, oskórkowego koryta, położonego w grzbietowej ścianie kieszonki steku, w pobliżu dystalnych części szczecinek kopulacyjnych (spikuli). Brzuszne ramię wodzidła określa się jako cuneus, a boczne wyrostki tego ramienia jako crura. W odsiebnej części występu wodzidła umieszczone mogą być drobne wyrostki nazywane titillae. Wodzidło zaopatrzone jest w dwie pary mięśni – parę cofaczy (łac. musculi gubernaculi retractores) i parę wodzicieli (łac. musculi gubernaculi seductores).
Funkcją wodzidła jest naprowadzanie szczecinek kopulacyjnych w trakcie kopulacji oraz wzmocnienie grzbietowej ściany kieszonki steku.
Rozmiary, kształt i budowa wodzidła ogrywają często istotną rolę w oznaczaniu nicieni.